# San Cristóbal (Castrillón)
San Cristóbal (San Cristoba en asturiano y oficialmente) es una entidad singular de población, con la categoría histórica de pueblo, perteneciente al concejo de Castrillón, en el Principado de Asturias (España). Alberga una población de 55 habitantes (INE 2009), y, no se enmarca dentro de ninguna de las parroquia de Castrillón, a diferencia de lo que ocurre en el resto de Asturias.

## Barrios
Según el nomenclátor de 2009 el pueblo está formada por los barrios de:
- El Caliero: 8 habitantes.
- Carcedo (Carceu en asturiano[1]): 47 habitantes.